# Pixmac
Pixmac è un sito di microstock online che nella sua banca d'immagini offre  foto royalty free, immagini vettoriali, cliparts usando il modello dei micropagamenti. Fondata nel settembre del 2008 da Vítězslav Válka, come uno dei progetti MITON CZ Ltd, la banca foto Pixmac contiene una raccolta di foto e immagini microstock tra le più grandi del mondo tanto da essere considerata uno dei principali siti di microstock su internet. Pixmac  ha anche creato una raccolta di foto gratis sotto la licenza  Creative Commons.

## Storia
La società Pixmac è stata premiata agli Internet Effectiveness Awards 2009.
Finalista allo Startup Show 2009 Pixmac ottiene la votazione più alta della giuria a WebExpo
Dall'estate del  2010 collabora con i principali motori di ricerca cechi per migliorare i servizi  Seznam.cz e Obrazky.cz. L'obiettivo è quello di promuovere un uso legale delle fotografie per scopi promozionali.

## Hardware
La vasta banca immagini gira sulla piattaforma di  Amazon Elastic Compute Cloud a Amazon Simple Storage Service di proprietà di Amazon, l'applicazione stessa è stata realizzata  con linguaggio PHP e MySQL.